# Lin Laurin
Sara Lin Laurin, född 14 september 1984, är en svensk skådespelare och regissör.

## Filmografi
- 2007 – Voodoo Love
- 2008 – Dakota
- 2009 – Treasury Men in Action
- 2009 – I Saw Patrick Last Night
- 2010 – Just Deserts (manusförfattare, regissör och skådespelare)
- 2010 – Bicycle Poem
- 2011 – Iphigenia (regissör och producent)

• 2017 - Doll Parts (regissör producent och skådespelare)